# Belgorodi járás

A Belgorodi járás a Belgorodi területen

A Belgorodi járás (oroszul Белгородский район) Oroszország egyik járása a Belgorodi területen. Székhelye Majszkij.

## Népesség
- 1989-ben 68 870 lakosa volt.
- 2002-ben 90 430 lakosa volt.
- 2010-ben 108 788 lakosa volt.